# نظرية التحويل (ميكانيكا الكم)
نظرية التحويل في ميكانيكا الكم, هي مصطلح يشير إلى الإجراءات التي يستخدمها ديراك في وقت مبكر وصياغته ل نظرية الكم، منذ حوالي عام 1927.
ويرتبط هذا المصطلح إلى الجسيمات الشهيرة ثنائية الموجة، وبما فيها من الجسيمات «صغيرة المادية» الكائن (وقد تم عرضها إما كجسيم أو كموجة الجوانب، وذلك اعتمادا على الحالة الرصدية. أو، أحيانا في الواقع تأتي كمجموعة متنوعة من الجوانب الوسيطة، حسب مقتضيات الحالة.
هذا التحول أو نظرية التحويل هي فكرة تشير أيضا إلى تغييرات الكائن المادية ,فقد يخضع الكائن في مجرى الزمن إلى تغيرات تؤثر عليه، وتم نقل هذه الحالة في ما يعرف بمجال هيلبرت.
تعتبر اليوم نظرية التحويل من النظريات المستخدمة يوميا ،مثل موضوع في الرياضيات ومثال على ذلك فضاء هلبرت ، وفضاء هلبرت الكائن الكم هو أكثر عمومية ويشمل مجلات واسعة.